# Phytobia shizukoae
Phytobia shizukoae är en tvåvingeart som beskrevs av Spencer 1965. Phytobia shizukoae ingår i släktet Phytobia och familjen minerarflugor. Inga underarter finns listade i Catalogue of Life.